# Marathon van Enschede 1961

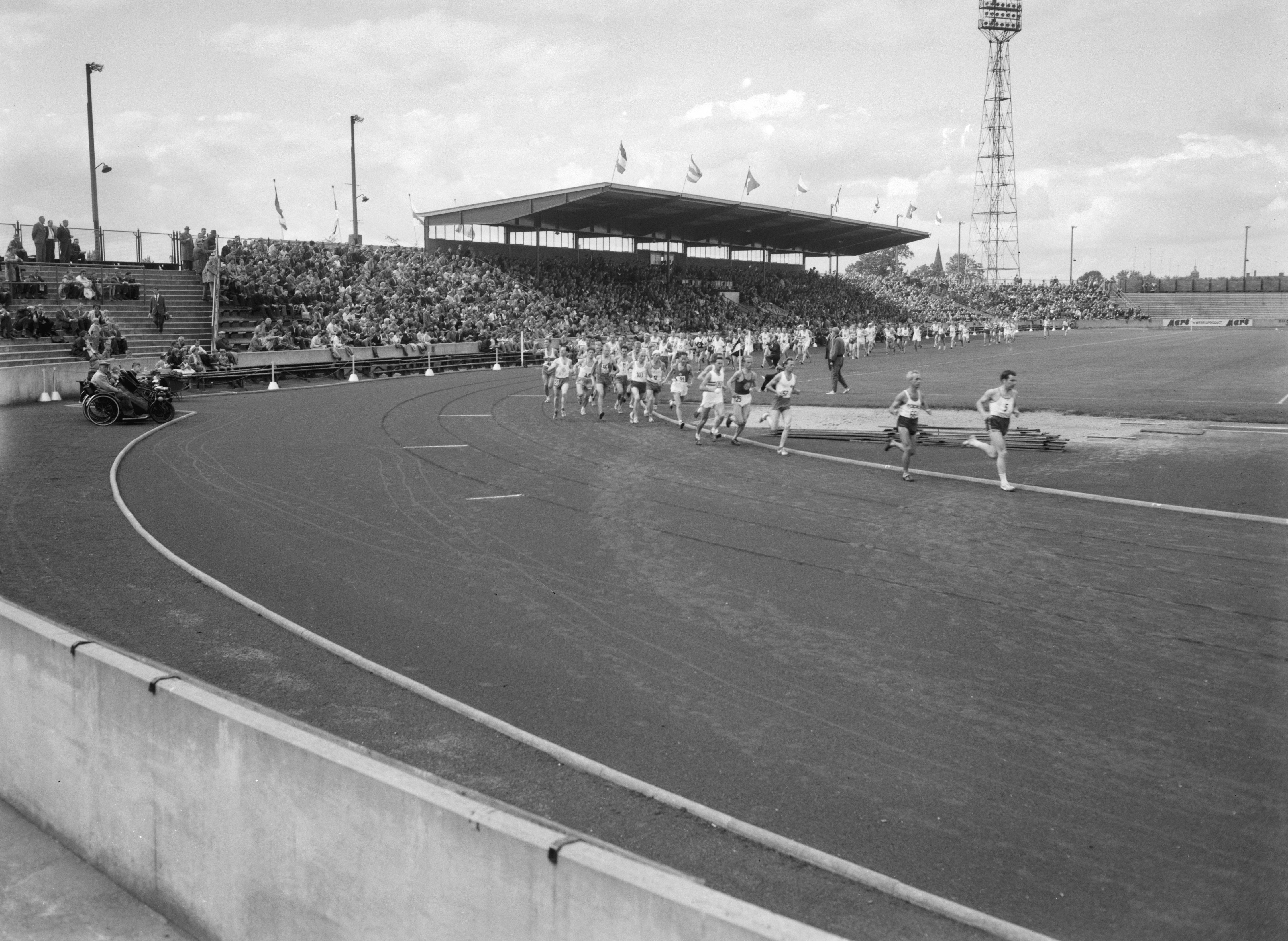
Start van de marathon

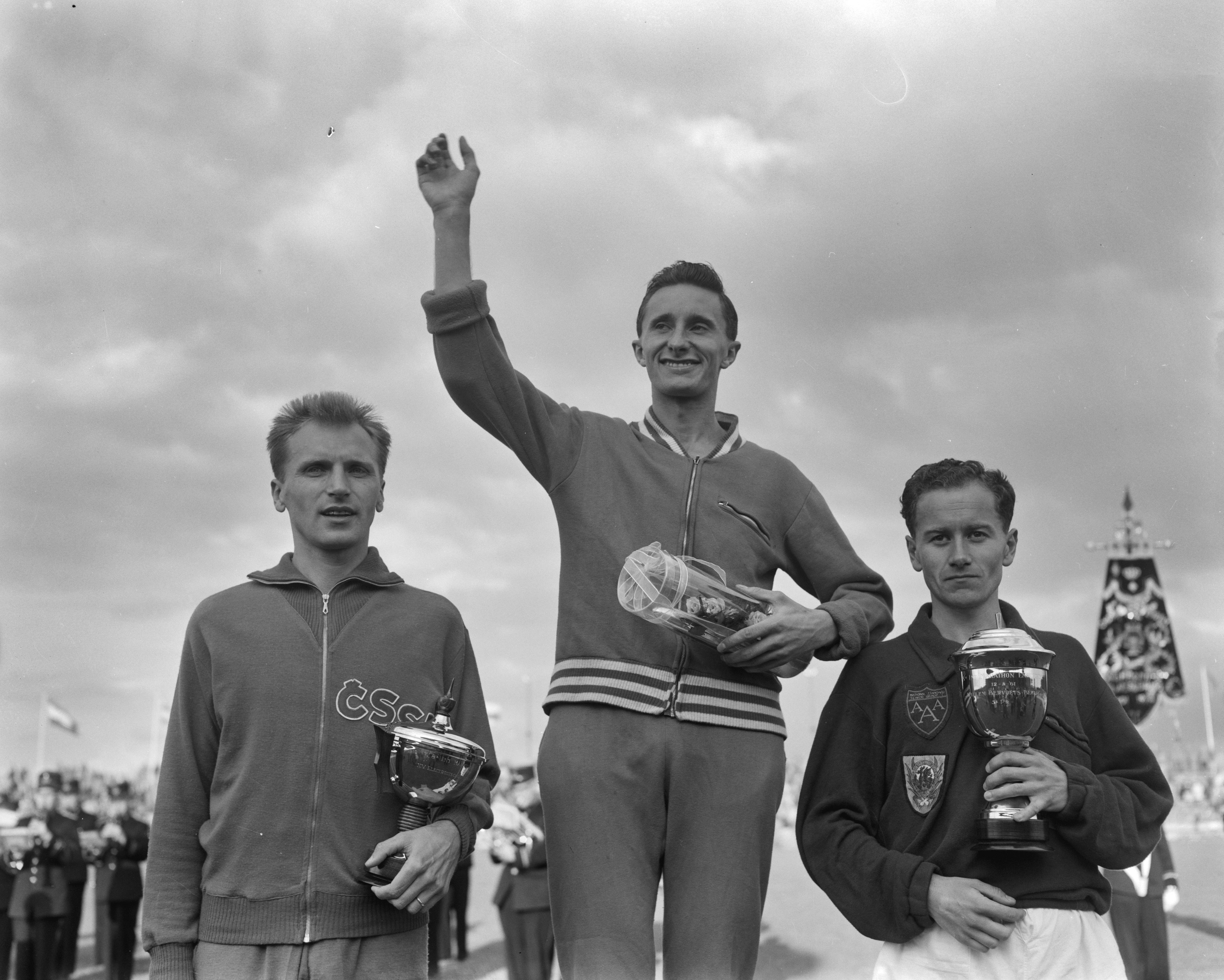
Podium na de wedstrijd, van links naar rechts: Pavel Kantorek (2), Peter Wilkinson (1) en Ron Franklin (3)

De marathon van Enschede 1961 werd gelopen op zaterdag 12 augustus 1961. Het was de achtste editie van deze marathon. De finish was in het Stadion Diekman. De Engelsman Peter Wilkinson, een 28-jarige bankbediende, kwam als eerste over de streep in 2:24.11,4, na de laatste 30 kilometer alleen gelopen te hebben.
De wedstrijd was tevens het toneel van het Nederlands kampioenschap marathon. De nationale titel werd gewonnen door Joop Frederiks, die met een tijd van 2:43.04 als vijftiende de finish passeerde. Geert Kluivers kwam als tweede Nederlander over de meet.
Van de 86 marathonlopers die gestart waren, behaalden er 78 de finish. De oudste deelnemer was de 61-jarige Pleun van Leenen, die ook met succes de finish haalde.
Marathonwedstrijden voor vrouwen bestonden er in die tijd nog niet.

## Uitslag
| rang   | naam                 | land | tijd      |
| ------ | -------------------- | ---- | --------- |
| Goud   | Peter Wilkinson      | ENG  | 2:24.11,4 |
| Zilver | Pavel Kantorek       | TCH  | 2:27.03,2 |
| Brons  | Ron Franklin         | WAL  | 2:29.22,4 |
| 4      | Brian Cooke          | ENG  | 2:29.48,6 |
| 5      | Ted Richardson       | GBR  | 2:30.25   |
| 6      | Adolf Grüber         | AUT  | 2:33.02   |
| 7      | Geoff Watt           | AUS  | 2:35.03   |
| 8      | Bob Pape             | GBR  | 2:35.53   |
| 9      | Karl-Heinz Speckmann | GER  | 2:36.32   |
| 10     | John Smith           | GBR  | 2:36.58   |
| 15     | Joop Frederiks       | NED  | 2:43.04   |
| 18     | Gerard Kluivers      | NED  | 2:47.30   |
| 20     | Wil Kaljouw          | NED  | 2:49.45   |
| 21     | Jan Boelens          | NED  | 2:49.47   |
| 22     | Rewijk               | NED  | 2:52.35   |
| 23     | Hendriks             | NED  | 2:53.20   |
| 24     | Buter                | NED  | 2:55.03   |
| 25     | Soeverein            | NED  | 2:55.12   |
| 30     | Weusten              | NED  | 2:59.17   |

1947 ·
1949 ·
1951 ·
1953 ·
1955 ·
1957 ·
1959 ·
1961 ·
1963 ·
1965 ·
1967 ·
1969 ·
1971 ·
1973 ·
1975 ·
1977 ·
1979 ·
1981 ·
1983 ·
1985 ·
1987 ·
1989 ·
1991 ·
1992 ·
1993 ·
1994 ·
1995 ·
1996 ·
1997 ·
1998 ·
1999 ·
2000 ·
2001 ·
2002 ·
2003 ·
2004 ·
2005 ·
2006 ·
2007 ·
2008 ·
2009 ·
2010 ·
2011 ·
2012 ·
2013 ·
2014 ·
2015 ·
2016 ·
2017 ·
2018 ·
2019 ·
2020 · 2021 ·
2022 ·
2023 ·
2024 ·
2025